# Denkmäler der Volksrepublik China (Henan)
Die folgende Tabelle bietet eine Übersicht zu sämtlichen Denkmälern der Provinz Henan  (Abk. Yu), die auf der Denkmalliste der Volksrepublik China stehen:
| Name                                                                                       | Beschluss | Kreis/Ort                 | siehe (auch) | Bild |
| ------------------------------------------------------------------------------------------ | --------- | ------------------------- | --- | ---- |
| Longmen shiku 龙门石窟                                                                     | 1-37      | Luoyang shi 洛阳市        | Longmen-Höhlen (Luoyang) |      |
| Taishi que 太室阙                                                                          | 1-48      | Dengfeng shi 登封市       | Taishi-Turm (Que) (Dengfeng) |      |
| Shaoshi que 少室阙                                                                         | 1-49      | Dengfeng shi 登封市       | Shaoshi-Turm (Que) (Dengfeng) |      |
| Qimu que 启母阙                                                                            | 1-50      | Dengfeng shi 登封市       | Qimu-Turm (que) (Dengfeng) |      |
| Songyue si ta 嵩岳寺塔                                                                     | 1-61      | Dengfeng shi 登封市       | Pagode des Songyue-Tempels (Nördliche Wei-Dynastie) (Dengfeng)                                                                           |      |
| Youguo si ta (tieta) 祐国寺塔(铁塔)                                                        | 1-69      | Kaifeng shi 开封市        | Pagode des Youguo-Tempels ("Eisenpagode") (Kaifeng)                                                                                      |      |
| Baima si 白马寺                                                                            | 1-92      | Luoyang shi 洛阳市        | Baima-Kloster ("Kloster der weißen Pferde") (Luoyang)                                                                                    |      |
| Guanxing tai 观星台                                                                        | 1-97      | Dengfeng shi 登封市       | Dengfeng-Observatorium/Gaocheng-Observatorium (Sternobservatorium aus der Mongolen-Zeit) (Dengfeng)                                      |      |
| Yangshao cun yizhi 仰韶村遗址                                                              | 1-138     | Mianchi xian 渑池县       | Stätte von Yangshao (der neolithischen Yangshao-Kultur) (Kreis Mianchi)                                                                  |      |
| Zhengzhou Shangdai yizhi 郑州商代遗址                                                      | 1-141     | Zhengzhou shi 郑州市      | Shangzeitliche Stätte von Zhengzhou (Zhengzhou)                                                                                          |      |
| Yinxu 殷墟                                                                                 | 1-142     | Anyang shi 安阳市         | Yinxu (Yin-Ruinen) (Anyang) |      |
| Zheng Han gucheng 郑韩故城                                                                 | 1-148     | Xinzheng shi 新郑市       | Hauptstadt der alten Staaten Zheng und Han (Östliche Zhou-Dynastie) (Xinzheng)                                                           |      |
| Han Wei Luoyang gucheng 汉魏洛阳故城                                                       | 1-153     | Luoyang shi 洛阳市        | Hauptstadt Luoyang der Han- und Wei-Zeit (Östliche Han- bis Nördliche Wei-Zeit) (Luoyang)                                                |      |
| Gongxian shiku 巩县石窟                                                                    | 2-11      | Gongyi shi 巩义市         | Gongxian-Grotten (Gongyi) |      |
| Xiuding si ta 修定寺塔                                                                     | 2-16      | Anyang xian 安阳县        | Pagode des Xiuding-Tempels (Kreis Anyang)                                                                                                |      |
| Songling 宋陵                                                                              | 2-58      | Gongyi shi 巩义市         | Mausoleen der Song-Dynastie (Gongyi) |      |
| E Yu Wan geming genjudi jiudi 鄂豫皖革命根据地旧址                                         | 3-32      | Xin xian 新县             | Ehemalige Stätte der revolutionären Stützpunktgebiete von Hubei-Henan-Anhui (Kreis Xin (Xinyang))                                        |      |
| Zhong-Gong Zhongyang Zhongyuan ju juzhi 中共中央中原局旧址                                 | 3-37      | Queshan xian 确山县       | Ehemaliger Sitz des Zhongyuan-Büros des Zentralkomitees der Kommunistischen Partei Chinas (1938/39, Kreis Queshan)                       |      |
| Sheqi Shanshan huiguan 社旗山陕会馆                                                        | 3-78      | Sheqi xian 社旗县         | Sheqi-Shanshan-Versammlungshalle (Kreis Sheqi)                                                                                           |      |
| Fengxue si ji talin 风穴寺及塔林                                                           | 3-108     | Ruzhou shi 汝州市         | Fengxue-Tempel und Dagoben-Wald (Ruzhou)                                                                                                 |      |
| Jingzang chanshi ta 净藏禅师塔                                                             | 3-137     | Dengfeng shi 登封市       | Mönch-Jingzang-Pagode (des Huishan-Klosters) (Dengfeng)                                                                                  |      |
| Pingliangtai gucheng yizhi 平粮台古城遗址                                                  | 3-193     | Huaiyang xian 淮阳县      | Stätte der alten Stadt Pingliangtai (Kreis Huaiyang)                                                                                     |      |
| Erlitou yizhi 二里头遗址                                                                   | 3-197     | Yanshi shi 偃师市         | Erlitou-Stätte (Erlitou-Kultur) (Yanshi)                                                                                                 |      |
| Shixianggou Shangcheng yizhi 尸乡沟商城遗址                                                | 3-198     | Yanshi shi 偃师市         | Stätte der shangzeitlichen Stadt in Shixianggou (Yanshi)                                                                                 |      |
| Sui Tang Luoyang cheng yizhi 隋唐洛阳城遗址                                                | 3-216     | Luoyang shi 洛阳市        | Stätte der sui- und tangzeitlichen Stadt Luoyang                                                                                         |      |
| Bei Song dongjing cheng yizhi 北宋东京城遗址                                               | 3-218     | Kaifeng shi 开封市        | Stätte der Hauptstadt der Nördlichen Song-Dynastie (Dongjing) (Kaifeng)                                                                  |      |
| Yuxian Jun yao zhi 禹县钧窑址                                                              | 3-227     | Yuzhou shi 禹州市         | Stätte des Jun-Brennofens in Yuxian (Song-Dynastie) (Yuzhou)                                                                             |      |
| Zhang Heng mu 张衡墓                                                                       | 3-237     | Nanyang shi 南阳市        | Grab von Zhang Heng (Nanyang) |      |
| Dahuting Han mu 打虎亭汉墓                                                                 | 3-239     | Xinmi shi 新密市          | Han-Gräber von Dahuting (Östliche Han-Zeit) (Xinmi)                                                                                      |      |
| Zhang Zhongjing mu ji ci 张仲景墓及祠                                                      | 3-240     | Nanyang shi 南阳市        | Grab und Tempel des Zhang Zhongjing (Nanyang)                                                                                            |      |
| Xishan yizhi 西山遗址                                                                      | 4-12      | Zhengzhou shi 郑州市      | Xishan-Stätte (Neolithikum) (Zhengzhou)                                                                                                  |      |
| Wangchenggang ji Yangcheng yizhi 王城岗及阳城遗址                                          | 4-13      | Dengfeng shi 登封市       | Wangchenggang-Stätte und Yangcheng-Stätte (Dengfeng)                                                                                     |      |
| Youlicheng yizhi 羑里城遗址                                                                | 4-14      | Tangyin xian 汤阴县       | Youlicheng-Stätte (Kreis Tangyin) |      |
| Caiguo gucheng 蔡国故城                                                                    | 4-28      | Shangcai xian 上蔡县      | Alte Stadt des Staates Cai (Kreis Shangcai)                                                                                              |      |
| Jiudian yetie yizhi 酒店冶铁遗址                                                           | 4-29      | Xiping xian 西平县        | Stätte der Eisenschmelze in Jiudian (Kreis Xiping)                                                                                       |      |
| Qicheng yizhi 戚城遗址                                                                     | 4-30      | Puyang shi 濮阳市         | Qicheng-Stätte (Puyang) |      |
| Guoguo mudi 虢国墓地                                                                       | 4-59      | Sanmenxia shi 三门峡市    | Gräber aus dem alten Staat Guo (Sanmenxia)                                                                                               |      |
| Han Liang wang muqun 汉梁王墓群                                                            | 4-64      | Yongcheng shi 永城市      | Gräber der Familie des Königs (wang) von Liang aus der Zeit der Han-Dynastie (Yongcheng)                                                 |      |
| Lujian wang mu 潞简王墓                                                                    | 4-74      | Xinxiang shi 新乡市       | Grab von Prinz Lujian (Xinxiang) |      |
| Chuzu an ji Shaolin si ta lin 初祖庵及少林寺塔林                                           | 4-89      | Dengfeng shi 登封市       | Tempel des Ersten Patriarchen und der Pagodenwald des Shaolin-Klosters (Shaolin si) (Dengfeng)                                           |      |
| Jidu miao 济渎庙                                                                           | 4-107     | Jiyuan shi 济源市         | Jidu-Tempel (Jiyuan) |      |
| Nanyang Wu hou ci 南阳武侯祠                                                               | 4-122     | Nanyang shi 南阳市        | Gedenktempel des Markgrafen von Wu (Zhuge Liang) (Nanyang)                                                                               |      |
| Guide fu cheng qiang 归德府城墙                                                            | 4-146     | Shangqiu shi 商丘市       | Stadtmauer des Guide-Regierungssitzes (Shangqiu)                                                                                         |      |
| Taihao ling miao 太昊陵庙                                                                  | 4-147     | Huaiyang xian 淮阳县      | Taihao Fuxi-Mausoleum (Kreis Huaiyang)                                                                                                   |      |
| Bigan miao 比干庙                                                                          | 4-148     | Weihui shi 卫辉市         | Bigan-Tempel (Weihui) |      |
| Kaifeng chengqiang 开封城墙                                                                | 4-175     | Kaifeng shi 开封市        | Stadtmauer von Kaifeng |      |
| Zhoukou Guandi miao 周口关帝庙                                                             | 4-176     | Zhoukou shi 周口市        | Guandi-Tempel von Zhoukou |      |
| Neixiang xianya 内乡县衙                                                                   | 4-177     | Neixiang xian 内乡县      | Kreisregierungsitz von Neixiang |      |
| Lingquansi shiku 灵泉寺石窟                                                                | 4-191     | Anyang xian 安阳县        | Lingquansi-Höhlentempel (Kreis Anyang)                                                                                                   |      |
| Qiantangzhizhai shike 千唐志斋石刻                                                         | 4-197     | Xin'an xian 新安县        | Steinschnitzereien im Qiantangzhizhai ("Gebäude der Tausend Epitaphe aus der Tang-Dynastie") (Kreis Xin’an)                              |      |
| Hong ershiwu jun changzheng chufa di 红二十五军长征出发地                                  | 4-236     | Luoshan xian 罗山县       | Startpunkt der 25. Armee zum Langen Marsch (Kreis Luoshan)                                                                               |      |
| Peiligang yizhi 裴李岗遗址                                                                 | 5-64      | Xinzheng shi 新郑市       | Stätte der Peiligang-Kultur (Xinzheng)                                                                                                   |      |
| Jiahu yizhi 贾湖遗址                                                                       | 5-65      | Wuyang shi 舞阳县         | Stätte von Jiahu (Peiligang-Kultur) (Wuyang)                                                                                             |      |
| Baligang yizhi 八里岗遗址                                                                  | 5-66      | Dengzhou shi 邓州市       | Baligang-Stätte (Dengzhou) |      |
| Beiyangping yizhi 北阳平遗址                                                               | 5-67      | Lingbao shi 灵宝市        | Beiyangping-Stätte (Lingbao) |      |
| Miaodigou yizhi 庙底沟遗址                                                                 | 5-68      | Sanmenxia shi 三门峡市    | Miaodigou-Stätte (Longshan-Kultur) (Sanmenxia)                                                                                           |      |
| Dahecun yizhi 大河村遗址                                                                   | 5-69      | Zhengzhou shi 郑州市      | Dahecun-Stätte (Neolithikum, Yangshao- und Longshan-Kultur) (Zhengzhou)                                                                  |      |
| Mengzhuang yizhi 孟庄遗址                                                                  | 5-70      | Huixian shi 辉县市        | Mengzhuang-Stätte (Kreis Huixian) |      |
| Guchengzhai chengzhi 古城寨城址                                                            | 5-71      | Xinmi shi 新密市          | Stätte der befestigten Stadt Guchengzhai (Xinmi)                                                                                         |      |
| Fucheng yizhi 府城遗址                                                                     | 5-72      | Jiaozuo shi 焦作市        | Stätte von Fucheng (in Jiaozuo, Shang-Dynastie)                                                                                          |      |
| Fanguo gucheng yizhi 番国故城遗址                                                          | 5-73      | Gushi xian 固始县         | Stätte der Stadt aus dem Staat Fan (Kreis Gushi)                                                                                         |      |
| Chengyang yizhi 城阳城址                                                                   | 5-74      | Xinyang shi 信阳市        | Stätte der Stadt Chengyang (Xinyang) |      |
| Xingyang gucheng 荥阳故城                                                                  | 5-75      | Zhengzhou shi 郑州市      | Stätte der alten Stadt Xingyang (Zhengzhou)                                                                                              |      |
| Gongyi yaozhi 巩义窑址                                                                     | 5-76      | Gongyi shi 巩义市         | Stätte des Gongyi-Keramikbrennofens (Gongyi)                                                                                             |      |
| Qingliangsi Ru guanyao yizhi 清凉寺汝官窑遗址                                              | 5-77      | Baofeng xian 宝丰县       | Stätte des Staatlichen Ru-Brennofens in Qingliangsi (Kreis Baofeng)                                                                      |      |
| Luyi Taiqing Gong yizhi 鹿邑太清宫遗址                                                     | 5-78      | Luyi xian 鹿邑县          | Stätte des Taiqing Gong von Luyi (daoistischer Tempel, Kreis Luyi)                                                                       |      |
| Mangshan lingmu qun 邙山陵墓群                                                             | 5-171     | Luoyang shi 洛阳市        | Mangshan-Gräber (Luoyang) |      |
| Gong ling 恭陵                                                                             | 5-172     | Yanshi shi 偃师市         | Gongling-Mausoleum (Yanshi) (Tang-Dynastie)                                                                                              |      |
| Hou Zhou huangling 后周皇陵                                                                | 5-173     | Xinzheng shi 新郑市       | Kaisergräber der Späten Zhou-Dynastie (Xinzheng)                                                                                         |      |
| Zhu Zaiyu mu 朱载堉墓                                                                      | 5-174     | Qinyang shi 沁阳市        | Grab von Zhu Zaiyu (Qinyang) |      |
| Baolun si ta 宝轮寺塔                                                                      | 5-338     | Sanmenxia shi 三门峡市    | Pagode des Baolun-Tempels (Sanmenxia) |      |
| Shan Shaan Gan huiguan 山陕甘会馆                                                          | 5-339     | Kaifeng shi 开封市        | Shanxi-Shaanxi-Gansu-Gildenhalle (Kaifeng) (Qing-Dynastie)                                                                               |      |
| Kang Baiwan zhuangyuan 康百万庄园                                                          | 5-340     | Gongyi shi 巩义市         | Residenz von Kang Baiwan (Gongyi) |      |
| Tianning si sansheng ta 天宁寺三圣塔                                                       | 5-341     | Qinyang shi 沁阳市        | Sansheng-Pagode des Tianning-Klosters (Qinyang)                                                                                          |      |
| Miaole si ta 妙乐寺塔                                                                      | 5-342     | Wuzhi xian 武陟县         | Pagode des Miaole-Tempels (Kreis Wuzhi)                                                                                                  |      |
| Jiaying guan 嘉应观                                                                        | 5-343     | Wuzhi xian 武陟县         | Jiaying-Tempel (Kreis Wuzhi) |      |
| Xiaoshang qiao 小商桥                                                                      | 5-344     | Linying xian 临颍县       | Xiaoshang-Brücke (Kreis Linying) |      |
| Nanyang zhifu yamen 南阳知府衙门                                                           | 5-345     | Nanyang shi 南阳市        | Alter Amts- und Gerichtssitz von Nanyang                                                                                                 |      |
| Luze huiguan 潞泽会馆                                                                      | 5-346     | Luoyang shi 洛阳市        | Luze-Gildenhaus (Volkskundemuseum) (Luoyang)                                                                                             |      |
| Daming si 大明寺                                                                           | 5-347     | Jiyuan shi 济源市         | Daming-Tempel (Jiyuan) |      |
| Fengxian guan 奉仙观                                                                       | 5-348     | Jiyuan shi 济源市         | Fengxian-Tempel (Jiyuan) |      |
| Jingziguan gu jianzhuqun 荆紫关古建筑群                                                    | 5-349     | Xichuan xian 淅川县       | Alte Architektur von Jingziguan (Kreis Xichuan)                                                                                          |      |
| Cisheng si 慈胜寺                                                                          | 5-350     | Wen xian 温县             | Cisheng-Tempel (Kreis Wen) |      |
| Tangyin Yue Fei miao 汤阴岳飞庙                                                            | 5-351     | Tangyin xian 汤阴县       | Yue-Fei-Tempel von Tangyin (Kreis Tangyin)                                                                                               |      |
| Anyang tianning si ta 安阳天宁寺塔                                                         | 5-352     | Anyang shi 安阳市         | Pagode des Tianning-Tempels in Anyang |      |
| Mingfu si ta 明福寺塔                                                                      | 5-353     | Hua xian 滑县             | Pagode des Mingfu-Tempels (Kreis Hua) |      |
| Huishan si 会善寺                                                                          | 5-354     | Dengfeng shi 登封市       | Huishan-Tempel (Dengfeng) |      |
| Yongtai si ta 永泰寺塔                                                                     | 5-355     | Dengfeng shi 登封市       | Pagode des Yongtai-Tempels (Dengfeng) |      |
| Fawang si ta 法王寺塔                                                                      | 5-356     | Dengfeng shi 登封市       | Pagode des Fawang-Tempels (Dengfeng) |      |
| Zhongyue Miao 中岳庙                                                                       | 5-357     | Dengfeng shi 登封市       | Zhongyue-Tempel (Dengfeng) |      |
| Baiquan 百泉                                                                               | 5-358     | Huixian shi 辉县市        | Baiquan ("Hundert Quellen") (Huixian) |      |
| Hongqingsi shiku 鸿庆寺石窟                                                                | 5-456     | Yima shi 义马市           | Hongqingsi-Grotten (Yima) |      |
| Xiaonanhai shiku 小南海石窟                                                                | 5-457     | Anyang xian 安阳县        | Xiaonanhai-Höhlentempel (Kreis Anyang) (Nördliche Qi-Dynastie)                                                                           |      |
| Dapishan moya Dafo ji shike 大丕山摩崖大佛及石刻                                           | 5-458     | Xun xian 浚县             | Große Buddha-Statue und Steinschnitzereien des Dapishan (Kreis Xun (Hebi)) (Nördliche Dynastien bis Ming-Dynastie)                       |      |
| Shoushan bei yu shoushan tai 受禅碑与受禅台                                                | 5-459     | Linying xian 临颍县       | Shoushanbei und Shoushantai (Kreis Linying)                                                                                              |      |
| Datang songyang guan ji shengde ganying zhi song bei 大唐嵩阳观纪圣德感应之颂碑            | 5-460     | Dengfeng shi 登封市       | Steintafel aus der Tang-Dynastie (744) (Dengfeng)                                                                                        |      |
| Jiao Yulu lieshi mu 焦裕禄烈士墓                                                           | 5-521     | Lankao xian 兰考县        | Grab des revolutionären Märtyrers Jiao Yulu (Kreis Lankao)                                                                               |      |
| Zhijidong yizhi 织机洞遗址                                                                 | 6-126     | Xingyang shi 荥阳市       | Zhijidong-Stätte (Paläolithikum) (Xingyang)                                                                                              |      |
| Yangtaisi yizhi 杨台寺遗址                                                                 | 6-127     | Zhumadian shi 驻马店市    | Yangtaisi-Stätte (Neolithikum) (Zhumadian)                                                                                               |      |
| Wadian yizhi 瓦店遗址                                                                      | 6-128     | Yuzhou shi 禹州市         | Wadian-Stätte (Longshan-Kultur) (Yuzhou)                                                                                                 |      |
| Shigu yizhi 石固遗址                                                                       | 6-129     | Changge shi 长葛市        | Shigu-Stätte (Changge) |      |
| Haojiatai yizhi 郝家台遗址                                                                 | 6-130     | Luohe shi 漯河市          | Haojiatai-Stätte (Luohe) |      |
| Wangyoufang yizhi 王油坊遗址                                                               | 6-131     | Yongcheng shi 永城市      | Wangyoufang-Stätte (Neolithikum) (Yongcheng)                                                                                             |      |
| Lizhuang yizhi 李庄遗址                                                                    | 6-132     | Zhecheng xian 柘城县      | Lizhuang-Stätte (Kreis Zhecheng) |      |
| Wangwan yizhi 王湾遗址                                                                     | 6-133     | Luoyang shi 洛阳市        | Wangwan-Stätte (neolithischer Fundort) (Luoyang)                                                                                         |      |
| Lutaigang yizhi 鹿台岗遗址                                                                 | 6-134     | Qi xian 杞县              | Lutaigang-Stätte (Neolithikum) (Kreis Qi)                                                                                                |      |
| Xinzhai yizhi 新砦遗址                                                                     | 6-135     | Xinmi shi 新密市          | Xinzhai-Stätte (Xinmi) |      |
| Tanghu yizhi 唐户遗址                                                                      | 6-136     | Xinzheng shi 新郑市       | Tanghu-Stätte (Xinzheng) |      |
| Puchengdian yizhi 蒲城店遗址                                                               | 6-137     | Pingdingshan shi 平顶山市 | Puchengdian-Stätte (Pingdingshan) |      |
| Dashigu chengzhi 大师姑城址                                                                | 6-138     | Xingyang shi 荥阳市       | Stätte der alten Stadt Dashigu (Xia-Dynastie, mittlere und späte Erlitou-Kultur) (Xingyang)                                              |      |
| Xiaoshuangqiao yizhi 小双桥遗址                                                            | 6-139     | Zhengzhou shi 郑州市      | Xiaoshuangqiao-Stätte (Shang-Dynastie) (Zhengzhou)                                                                                       |      |
| Songguo gucheng 宋国故城                                                                   | 6-140     | Shangqiu shi 商丘市       | Alte Stadt aus dem alten Staat Song (Shangqiu)                                                                                           |      |
| Weiguo gucheng 卫国故城                                                                    | 6-141     | Qi xian 淇县              | Alte Stadt aus dem alten Staat Wey (Kreis Qi)                                                                                            |      |
| Huangguo gucheng 黄国故城                                                                  | 6-142     | Huangchuan xian 潢川县    | Alte Stadt aus dem alten Staat Huang (Kreis Huangchuan)                                                                                  |      |
| Gongcheng chengzhi 共城城址                                                                | 6-143     | Huixian shi 辉县市        | Stätte der alten Stadt Gongcheng (Huixian)                                                                                               |      |
| Huaguo gucheng 滑国故城                                                                    | 6-144     | Yanshi shi 偃师市         | Alte Stadt aus dem alten Staat Hua (Yanshi)                                                                                              |      |
| Yeyi gucheng 叶邑故城                                                                      | 6-145     | Ye xian 叶县              | Stätte der alten Stadt Ye (Kreis Ye) |      |
| Zhiguo gucheng 轵国故城                                                                    | 6-146     | Jiyuan shi 济源市         | Alte Stadt aus dem Land Zhi (Jiyuan) |      |
| Xiahewan yetie yizhi 下河湾冶铁遗址                                                        | 6-147     | Biyang xian 泌阳县        | Eisenschmelze von Xiahewan (Kreis Biyang)                                                                                                |      |
| Wangchenggang yezhi yizhi 望城岗冶铁遗址                                                   | 6-148     | Lushan xian 鲁山县        | Eisenschmelze von Wangchenggang (Kreis Lushan)                                                                                           |      |
| Wafangzhuang yetie yizhi 瓦房庄冶铁遗址                                                    | 6-149     | Nanyang shi 南阳市        | Eisenschmelze von Wafangzhuang (Nanyang)                                                                                                 |      |
| Sanyangzhuang yizhi 三杨庄遗址                                                             | 6-150     | Neihuang xian 内黄县      | Sanyangzhuang-Stätte (Kreis Neihuang) (Han-Dynastie)                                                                                     |      |
| Shanyang gucheng 山阳故城                                                                  | 6-151     | Jiaozuo shi 焦作市        | Stätte der alten Stadt Shanyang (Jiaozuo)                                                                                                |      |
| Duandian yaozhi 段店窑址                                                                   | 6-152     | Lushan xian 鲁山县        | Stätte des Duandian-Brennofens (Kreis Lushan)                                                                                            |      |
| Da Zhou fengsitan yizhi 大周封祀坛遗址                                                     | 6-153     | Dengfeng shi 登封市       | Opferaltar der Kaiserin Wu Zetian der Zhou-Dynastie (Songshan) (Dengfeng)                                                                |      |
| Bacun yaozhi 扒村窑址                                                                      | 6-154     | Yuzhou shi 禹州市         | Stätte des Bacun-Keramikbrennofens (Yuzhou)                                                                                              |      |
| Dangyangyu yaozhi 当阳峪窑址                                                               | 6-155     | Xiuwu xian 修武县         | Stätte des Dangyangyu-Brennofens (Kreis Xiuwu)                                                                                           |      |
| Zhanggongxiang yaozhi 张公巷窑址                                                           | 6-156     | Ruzhou shi 汝州市         | Stätte des Zhanggongxiang-Keramikbrennofens (Ruzhou)                                                                                     |      |
| Yingguo mu di 应国墓地                                                                     | 6-262     | Pingdingshan shi 平顶山市 | Gräber des alten Staates Ying (Pingdingshan)                                                                                             |      |
| Xu Shen mu 许慎墓                                                                          | 6-263     | Luohe shi 漯河市          | Grab von Xu Shen (Luohe) |      |
| Han Yu mu 韩愈墓                                                                           | 6-264     | Mengzhou shi 孟州市       | Grab von Han Yu (Mengzhou) |      |
| Fan Zhongyan mu 范仲淹墓                                                                   | 6-265     | Yichuan xian 伊川县       | Grab von Fan Zhongyan (Kreis Yichuan) |      |
| Ouyang Xiu mu 欧阳修墓                                                                     | 6-266     | Xinzheng shi 新郑市       | Grab von Ouyang Xiu (Xinzheng) |      |
| Li Jie mu 李诫墓                                                                           | 6-267     | Xinzheng shi 新郑市       | Grab von Li Jie (Xinzheng) |      |
| Faxing si ta 法行寺塔                                                                      | 6-621     | Ruzhou shi 汝州市         | Pagode des Faxing-Tempels (Ruzhou) |      |
| San Su ci he mu 三苏祠和墓                                                                 | 6-622     | Jia xian 郏县             | Ahnentempel und Grab der Drei Su (Kreis Jia)                                                                                             |      |
| Yanzhuang Shengshou si ta 阎庄圣寿寺塔                                                     | 6-623     | Sui xian 睢县             | Pagode des Shengshou-Tempels von Yanzhuang (Kreis Sui (Shangqiu))                                                                        |      |
| Qianming si ta 乾明寺塔                                                                    | 6-624     | Yanling xian 鄢陵县       | Pagode des Qianming-Tempels (Kreis Yanling)                                                                                              |      |
| Sizhou si ta 泗洲寺塔                                                                      | 6-625     | Tanghe xian 唐河县        | Pagode des Sizhou-Tempels (Kreis Tanghe)                                                                                                 |      |
| Weishi Xingguo sita 尉氏兴国寺塔                                                           | 6-626     | Weishi xian 尉氏县        | Pagode des Xingguo-Tempels von Weishi (Kreis Weishi)                                                                                     |      |
| Liang Cheng guli 两程故里                                                                  | 6-627     | Song xian 嵩县            | Heimatort der beiden Cheng (Cheng Yi und Cheng Hao) (Kreis Song)                                                                         |      |
| Shangshui shousheng si ta 商水寿圣寺塔                                                     | 6-628     | Shangshui xian 商水县     | Pagode des Shousheng-Tempels im Kreis Shangshui                                                                                          |      |
| Echeng shi 鄂城寺                                                                          | 6-629     | Nanyang shi 南阳市        | Echeng-Tempel (Nanyang) |      |
| Chaizhuang yanqing si ta 柴庄延庆寺塔                                                      | 6-630     | Jiyuan shi 济源市         | Pagode des Yanqing-Tempels in Chaozhuang (Jiyuan)                                                                                        |      |
| Shengguo si ta 胜果寺塔                                                                    | 6-631     | Xiuwu xian 修武县         | Pagode des Shengguo-Tempels (Kreis Xiuwu)                                                                                                |      |
| Baoyan si ta 宝严寺塔                                                                      | 6-632     | Xiping xian 西平县        | Pagode des Baoyan-Tempels (Kreis Xiping)                                                                                                 |      |
| Chongfa si ta 崇法寺塔                                                                     | 6-633     | Yongcheng shi 永城市      | Pagode des Chongfa-Tempels (Yongcheng)                                                                                                   |      |
| Jia xian wenmiao 郏县文庙                                                                  | 6-634     | Jia xian 郏县             | Konfuzianischer Tempel des Kreises Jia                                                                                                   |      |
| Baijia yan si ta 百家岩寺塔                                                                | 6-635     | Xiuwu xian 修武县         | Pagode des Baijia-Tempels (Kreis Xiuwu)                                                                                                  |      |
| Qinyang Beida si 沁阳北大寺                                                                | 6-636     | Qinyang shi 沁阳市        | Beida-Moschee von Qinyang |      |
| Ye xian xianya 叶县县衙                                                                    | 6-637     | Ye xian 叶县              | Regierungssitz des Kreises Ye |      |
| Luoyang Zhou gong miao 洛阳周公庙                                                          | 6-638     | Luoyang shi 洛阳市        | Herzog-von-Zhou-Tempel in Luoyang |      |
| Guanlin 关林                                                                               | 6-639     | Luoyang shi 洛阳市        | Guanlin-Tempel (Luoyang) (Guan Yu) |      |
| Baiyun si 白云寺                                                                           | 6-640     | Huixian shi 辉县市        | Baiyun-Tempel (Huixian) |      |
| Xinzheng Xuanyuan miao 新郑轩辕庙                                                          | 6-641     | Xinzheng shi 新郑市       | Xuanyuan-Tempel in Xinzheng |      |
| Qianfo ge 千佛阁                                                                           | 6-642     | Wuzhi xian 武陟县         | Pavillon der Tausend Buddhas (Kreis Wuzhi)                                                                                               |      |
| Yangtai gong 阳台宫                                                                        | 6-643     | Jiyuan shi 济源市         | Yangtai-Palast (Jiyuan) |      |
| Xuchang Wenfeng ta 许昌文峰塔                                                              | 6-644     | Xuchang shi 许昌市        | Wenfeng-Pagode in Xuchang |      |
| Wangjing lou 望京楼                                                                        | 6-645     | Weihui shi 卫辉市         | Wangjinglou (Weihui) |      |
| Cangfang xiangyan si 仓房香严寺                                                            | 6-646     | Xichuan xian 淅川县       | Xiangyan-Tempel in Cangfang (Kreis Xichuan)                                                                                              |      |
| Wuying ta 悟颖塔                                                                           | 6-647     | Runan xian 汝南县         | Wuying-Pagode (Kreis Runan) |      |
| Fusheng si ta 福胜寺塔                                                                     | 6-648     | Dengzhou shi 邓州市       | Pagode des Fusheng-Tempels (Dengzhou) |      |
| Henan fu wenmiao 河南府文庙                                                                | 6-649     | Luoyang shi 洛阳市        | Konfuzianischer Tempel des Regierungssitzes von Henan (Luoyang)                                                                          |      |
| Zushi miao 祖师庙                                                                          | 6-650     | Luoyang shi 洛阳市        | Zushi-Tempel (Luoyang) |      |
| Luoyang Shan Shaan huiguan 洛阳山陕会馆                                                    | 6-651     | Luoyang shi 洛阳市        | Shanxi-Shaanxi-Gildenhalle (Luoyang) (Ming-Dynastie)                                                                                     |      |
| Ruzhou wenmiao 汝州文庙                                                                    | 6-652     | Ruzhou shi 汝州市         | Konfuzianischer Tempel von Ruzhou |      |
| Zhuxian zhen qingzhensi 朱仙镇清真寺                                                       | 6-653     | Kaifeng shi 开封县        | Moschee in der Großgemeinde Zhuxian (Kaifeng)                                                                                            |      |
| Kaifeng Dongda si 开封东大寺                                                               | 6-654     | Kaifeng shi 开封县        | Dongda-Moschee in Kaifeng |      |
| Cheng Yuanguang zu ci 陈元光祖祠                                                           | 6-655     | Gushi xian 固始县         | Ahnentempel von Cheng Yuanguang (Kreis Gushi)                                                                                            |      |
| Taikang wenmiao 太康文庙                                                                   | 6-656     | Taikang xian 太康县       | Konfuzianischer Tempel in Taikang |      |
| Qingtian He moya 青天河摩崖                                                                | 6-835     | Bo'ai xian 博爱县         | Qingtian-He-Steinschnitzereien (Südliche und Nördliche Dynastien bis Tang-Dynastie)(Kreis Bo’ai)                                         |      |
| Ximing si zaoxiang bei 西明寺造像碑                                                        | 6-836     | Xinxiang xian 新乡县      | Südliche und Nördliche Dynastien (Kreis Xinxiang)                                                                                        |      |
| Shengxian taizi bei 升仙太子碑                                                             | 6-837     | Yanshi shi 偃师市         | Shengxian-taizi-Tafel (Yanshi) |      |
| Chongtang guan zaoxiang 崇唐观造像                                                         | 6-838     | Dengfeng shi 登封市       | Steinskulpturen des Chongtang-Tempels (Dengfeng)                                                                                         |      |
| Yuan Cishan bei 元次山碑                                                                   | 6-839     | Lushan xian 鲁山县        | Yuan-Cishan-Tafel (Yuan Jie) (Kreis Lushan)                                                                                              |      |
| Yunmengshan moya 云梦山摩崖                                                                | 6-840     | Qi xian 淇县              | Yunmengshan-Steinschnitzereien (Song-Dynastie bis Zeit der Republik) (Kreis Qi)                                                          |      |
| Bi'an si bei 彼岸寺碑                                                                      | 6-841     | Luohe shi 漯河市          | Bi'an-Tempel-Steintafel (Song-Dynastie) (Luohe)                                                                                          |      |
| Liubei si bei 刘碑寺碑                                                                     | 6-842     | Dengfeng shi 登封市       | Stelen des Liubei-Tempels (Dengfeng) (Südliche und Nördliche Dynastien)                                                                  |      |
| Tangwu gong bei 唐兀公碑                                                                   | 6-843     | Puyang xian 濮阳县        | Tangwu-Steinstele (1356) (Kreis Puyang)                                                                                                  |      |
| Deng Yingchao zuju 邓颖超祖居                                                              | 6-982     | Guangshan xian 光山县     | Familiensitz von Deng Yingchao (Kreis Guangshan)                                                                                         |      |
| Liu Qingxia guju 刘青霞故居                                                                | 6-983     | Kaifeng shi 开封市        | Ehemaliger Wohnsitz von Liu Qingxia (Kaifeng)                                                                                            |      |
| Henan liuxue Ou-Mei yubei xuexiao jiuzhi 河南留学欧美预备学校旧址                          | 6-984     | Kaifeng shi 开封市        | Ehemalige Vorbereitungsschule für das Auslandsstudium in Europa und Amerika der Provinz Henan (Henan-Universität) (gegr. 1912) (Kaifeng) |      |
| Lütan xuexiao jiuzhi 吕潭学校旧址                                                          | 6-985     | Fugou xian 扶沟县         | Lütan-Schule (Kreis Fugou) (Ji-Hongchang-Schule)                                                                                         |      |
| Zhongguo gong-nong hongjun di-ershiwu jun silingbu jiuzhi 中国工农红军第二十五军司令部旧址 | 6-986     | Xin xian 新县             | Hauptquartier der 25. Armee der Chinesischen Roten Armee der Arbeiter und Bauern (1933) (Kreis Xin)                                      |      |
| Balujun Luoyang banshichu jiuzhi 八路军洛阳办事处旧址                                      | 6-987     | Luoyang shi 洛阳市        | Ehemaliges Büro der Achten Marscharmee in Luoyang                                                                                        |      |
| Ji-Lu-Yu bianqu geming genjudi 冀鲁豫边区革命根据地旧址                                    | 6-988     | Fan xian 范县             | Stätte des Revolutionären Stützpunktgebiet im Hebei-Shandong-Henan-Grenzgebiet (Kreis Fan (Puyang))                                      |      |
| Cuoya shan weixing renmin gongshe jiuzhi 嵖岈山卫星人民公社旧址                            | 6-989     | Suiping xian 遂平县       | Ehemalige Satelliten-Volkskommune im Cuoya-Gebirge (1958–1983, eine der ersten chinesischen Volkskommunen) (Kreis Suiping)               |      |
| Hongqi qu 红旗渠                                                                           | 6-990     | Linzhou shi 林州市        | Hongqi-Kanal (Rote-Fahne-Kanal) (Linzhou)                                                                                                |      |
| Zhengzhou erqi bagong jinianta he jiniantang 郑州二七罢工纪念塔和纪念堂                    | 6-991     | Zhengzhou shi 郑州市      | Monument und Gedächtnishalle für den Streik vom 7. Februar (1923) der Eisenbahner der Peking-Hankou-Eisenbahn in Zhengzhou               |      |